# تورالو ماورستاد
تورآلوْ ماوُرستاد‏ (به نروژی: Toralv Maurstad)، زاده ۲۴ نوامبر ۱۹۲۶م، در بروم، نروژ؛
و مرگ  به تاریخ ۴ نوامبر ۲۰۲۲م در سن ۹۵ سالگی  یک بازیگر و کارگردان صحنه، سینما و تلویزیون در نروژ بود.
 وی از دهه ۱۹۵۰ میلادی، نقشی محوری در هنرهای نمایشی نروژ داشته‌است.

## پیشینه
تورالو ماورستاد، بین سال‌های ۱۹۶۷ تا ۱۹۷۸م، رئیس و مدیر تئاتر نوین اسلو بود. وی سپس، بین سال‌های ۱۹۷۸ تا ۱۹۸۶م، اداره تئاتر ملی اسلو را بر عهده داشت. تحت مدیریت وی، تئاتر نوین اسلو، به عنوان یک نمایشخانهٔ آثار کمدی، جانی دوباره گرفت. در حالی که دوران ریاست وی، در تئاتر ملی اسلو، تا حد زیادی با نا آرامی داخلی، اخراج و اعتصاب بازیگران همراه بوده‌است.
ماورستاد، فارغ‌التحصیل آکادمی سلطنتی هنرهای دراماتیک لندن است و اولین بازی خود را در سال ۱۹۴۹م، بر صحنهٔ تئاتر تروندلاگ، انجام داده‌است. وی به عنوان بازیگر صحنه، بین سال‌های ۱۹۵۱ تا ۱۹۵۴م، در استخدام تئاتر نوین اسلو؛ و بین سال‌های ۱۹۵۴ تا ۱۹۶۷م، در استخدام تئاتر ملی اسلو، بود.
ماورستاد، در سال ۱۹۹۹م، جایزه آماندا را دریافت کرد. وی همچنین در سال ۲۰۰۵ میلادی، به خاطر تلاش‌هایش در اجرای نمایشنامهٔ در انتظار گودو، اثر ساموئل بکت، در تئاتر ملی اسلو، به‌طور مشترک، برنده جایزه شد. در سال ۲۰۱۴م، جایزهٔ فرهنگ اسلو؛ و در سال ۲۰۱۷م، جایزه بهترین بازیگر نقش مرد به وی، تعلق گرفت.
در سال 1974 پادشاه نروژ او را به عنوان شوالیه درجه یک از نشان سلطنتی نروژی سنت اولاو منصوب کرد و در مارس 2007 مورستاد به عنوان فرمانده رده سنت اولاو منصوب شد.